# Hoplophorella subita
Hoplophorella subita är en kvalsterart som beskrevs av Wojciech Niedbała 1983. Hoplophorella subita ingår i släktet Hoplophorella och familjen Phthiracaridae. Inga underarter finns listade i Catalogue of Life.